# Fiodor Czułkow
Fiodor Fiodorowicz Czułkow (ros. Фёдор Фёдорович Чулков; ur. 1898, zm. 1971) – radziecki piłkarz, bramkarz, funkcjonariusz służb bezpieczeństwa.

## Kariera piłkarska
Zaczął grać w piłkę nożną jako nastolatek, w drużynie stacji Udiel´naja przy moskiewsko-riazańskiej linii kolejowej. Potem trenował jako bramkarz w drużynach juniorskich Unionu Moskwa.
W 1919 oraz w latach 1921–1922 był zawodnikiem moskiewskiej drużyny KFS.
W 1923, po reorganizacji klubów sportowych w ZSRR, Czułkow został zwerbowany przez nowo powstały klub Dinamo. Powierzono mu skompletowanie drużyny piłkarskiej Dinama, mającej występować w Mistrzostwach Moskwy. Z szesnastu zawodników sprowadzonych do Dinama przez Czułkowa, czternastu było jego znajomymi z KFS.
Czułkow był jednym z tych zawodników, którzy wyszli na boisko w pierwszym w historii Dinama meczu – przegranym 2–3 z drużyną Krasnaja Priesnia. Decydujący o przegranej gol padł po kontrowersyjnym karnym, a Czułkow ostentacyjnie zszedł z boiska, protestując w ten sposób przeciw stronniczemu sędziowaniu.
W 1927 wystąpił w siedmiu meczach reprezentacji ZSRR. Zakończył karierę piłkarską w 1930.

## Służba w wojsku i organach bezpieczeństwa
W 1918, po rewolucji w Rosji, wstąpił jako ochotnik do WCzK. Brał udział w walkach wojny domowej i w stłumieniu buntu tambowskiego.
Uczestnik Wielkiej wojny ojczyźnianej w stopniu majora. Władze radzieckie odznaczyły go Orderem Lenina i dwukrotnie Orderem Czerwonego Sztandaru. Osobiście znał go Feliks Dzierżyński.